# Drottninggatan

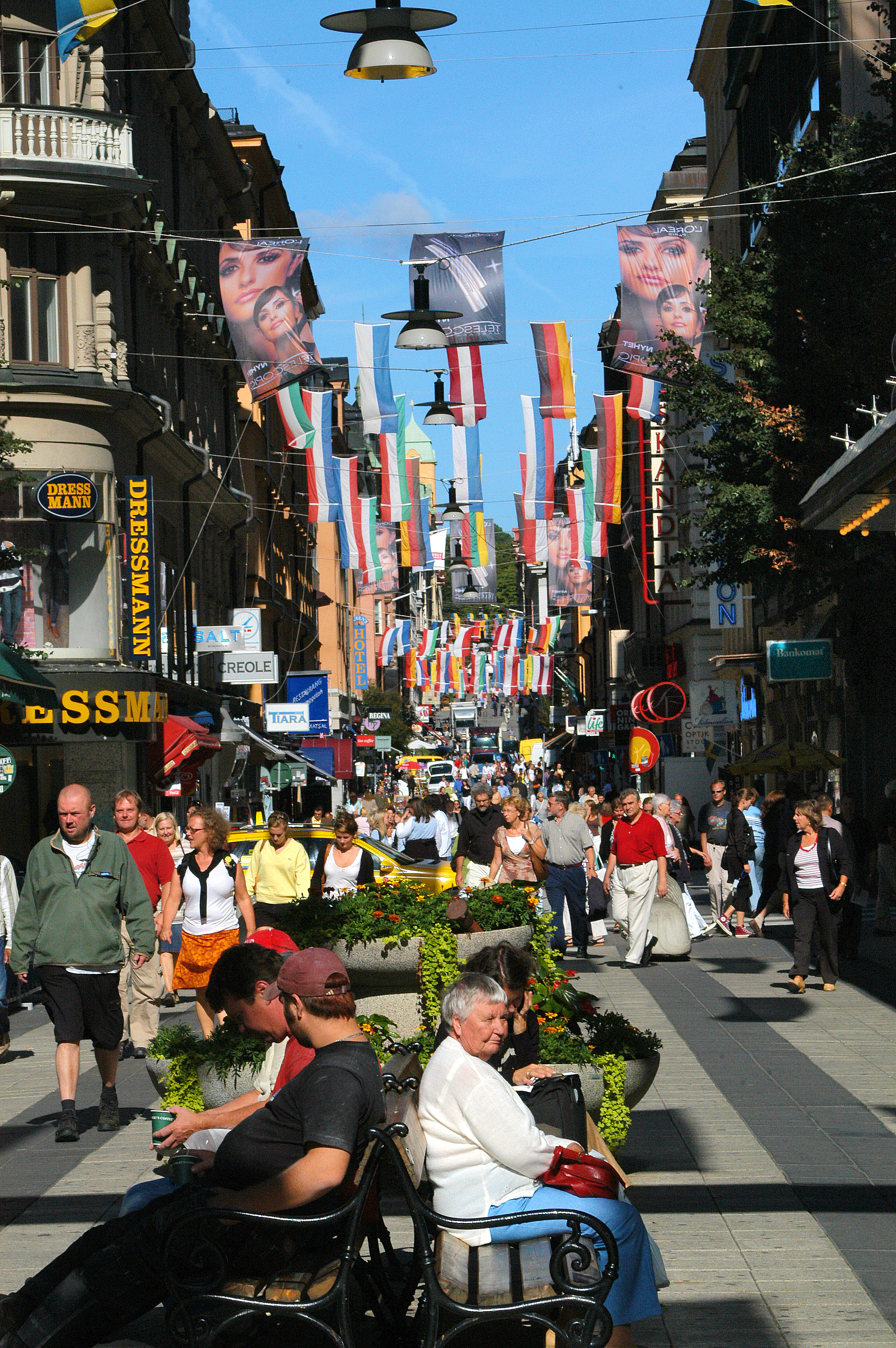
Drottninggatan im Sommer 2006

Drottninggatan (deutsch: Königinstraße) ist eine zentral gelegene Straße in Stockholm. Sie verläuft von Riksbron im Stadtteil Norrmalm zum Observatorium im Stadtteil Vasastaden. Die Drottninggata verläuft parallel zu Vasagatan und Sveavägen.

## Geschichte
Die Straße wurde um 1640 angelegt und trug anfangs den Namen Stora Konungsgatan (deutsch: Große Königstraße). Sie wurde später zu Ehren von Königin Christina in Drottninggatan umbenannt. Traurige Berühmtheit erlangte die Drottninggatan, als beim Anschlag vom 7. April 2017 ein gekaperter LKW auf einer Strecke von 570 m über die dort eingerichtete Fußgängerzone raste und fünf Menschen in den Tod riss. 